# TEAN International 2009
Il TEAN International 2009 è un torneo professionistico di tennis maschile giocato sulla terra rossa, che faceva parte dell'ATP Challenger Tour 2009. Si è giocato ad Alphen aan den Rijn nei Paesi Bassi dal 7 al 13 settembre 2009.

## Partecipanti

### Teste di serie
| Nazionalità | Giocatore              | Ranking* | Testa di serie |
| ----------- | ---------------------- | -------- | -------------- |
| Croazia     | Roko Karanušić         | 111      | 1              |
| Stati Uniti | Michael Russell        | 112      | 2              |
| Ucraina     | Serhij Stachovs'kyj    | 132      | 3              |
| Italia      | Paolo Lorenzi          | 136      | 4              |
| Paesi Bassi | Thiemo de Bakker       | 151      | 5              |
| Francia     | Édouard Roger-Vasselin | 158      | 6              |
| Francia     | Stéphane Robert        | 166      | 7              |
| Germania    | Julian Reister         | 167      | 8              |

- Ranking al 31 agosto 2009.

### Altri partecipanti
Giocatori che hanno ricevuto una wild card:
- Michel Koning
- Matwé Middelkoop
- Igor Sijsling
- Boy Westerhof

Giocatori passati dalle qualificazioni:
- Justin Eleveld
- Rameez Junaid
- Timo Nieminen
- Sebastian Rieschick (Lucky Loser)
- Thomas Schoorel

## Campioni

### Singolare
Stéphane Robert ha battuto in finale  Michael Russell con il punteggio di 7–6(2), 5–7, 7–6(5)

### Doppio
Jonathan Marray /  Jamie Murray hanno battuto in finale  Serhij Bubka /  Serhij Stachovs'kyj con il punteggio di 6–1, 6–4